# Vescovo Myriel

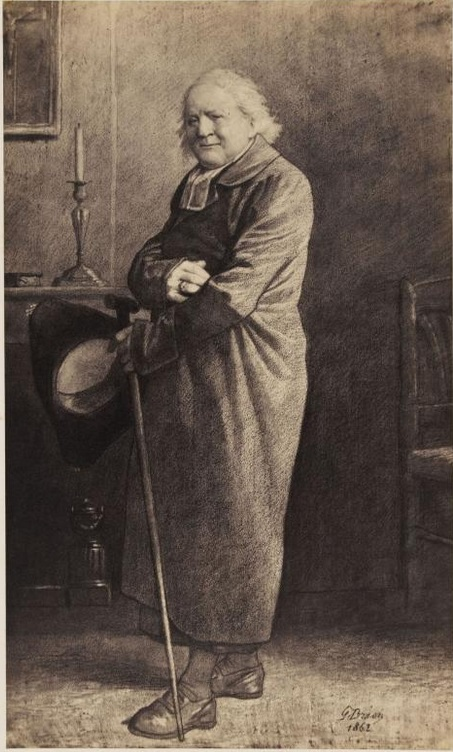
Il vescovo Myriel in una illustrazione di Gustave Brion

Il vescovo Charles-François-Bienvenu Myriel, chiamato anche il vescovo Myriel o Monseigneur Bienvenu, è il personaggio del vescovo di Digne nel romanzo I miserabili (Les Misérables) di Victor Hugo, del 1862. Bienvenu era il nome del vero vescovo di Digne dell'epoca, a cui s'ispira il personaggio.

## Myriel nel romanzo
Myriel diventa vescovo dopo un fortuito incontro con Napoleone, che rimane tanto colpito dall'umile prete di campagna da innalzarlo ad un'alta carica ecclesiastica. Per questo stesso comportamento, il neo-vescovo si guadagna il soprannome di Monseigneur Bienvenu (Monsignor Benvenuto). Alla descrizione del vescovo, Hugo dedica ampio spazio; ad esempio, descrive l'episodio in cui Myriel trasforma il palazzo dell'arcivescovado in un ospedale per i poveri e i bisognosi, ma dice anche che l'uomo tiene per sé solo la decima parte dello stipendio, mentre il resto va in elemosine, e che è sempre lui ad accompagnare i condannati al patibolo, spesso commuovendosi.
Una notte l'ex galeotto Jean Valjean, da poco in libertà vigilata, bussa alla porta di Myriel, chiedendo cibo e ospitalità. Il buon vescovo lo nutre e gli lascia la camera da letto migliore. Valjean, incapace di dormire in un letto comodo dopo anni passati in prigione, si aggira per la casa e, trovata l'argenteria del vescovo, la prende e fugge via. La mattina seguente, dei poliziotti catturano Valjean e lo portano dal vescovo. Questi ordina loro di rilasciare l'uomo, dicendo di aver regalato lui stesso all'ex prigioniero l'argenteria e non solo: rimprovera Valjean di essersi dimenticato di prendersi anche i candelabri, molto più preziosi. Quando i poliziotti se ne vanno, il vescovo dice al ladro di usare quel preziosissimo argento per redimersi e diventare un uomo onesto.
Nel romanzo, Myriel viene nominato solo altre due volte: la prima nel 1821, quando Valjean, di nuovo in fuga e sotto le mentite spoglie di Monsieur Madeleine, legge della morte del vescovo; la seconda quando a Valjean, in punto di morte, viene chiesto se desidera un prete, e l'uomo risponde, guardando il cielo, di averne già uno.
Il vescovo è un personaggio  presentato agiograficamente,  "di una benevolenza serena, superante gli uomini, come l'abbiamo indicato già, e, nell'occasione, estendentesi fino alle cose" (parte prima, libro primo; XIII):" Era là solo con se stesso, raccolto, tranquillo, adorante, confrontando la serenità del suo cuore con la serenità del cielo, commosso nelle tenebre dagli splendori visibili delle costellazioni e gli splendori invisibili di Dio, con il proprio animo aperto ai pensieri che cadono dall'Ignoto.[...] Egli pensava alla grandezza e alla presenza di Dio, all'eternità futura, strano mistero; all'eternità passata, mistero più strano ancora; a tutti gli infiniti che si sprofondavano sotto i suoi occhi in tutti i sensi; e, senza cercare di comprendere l'incomprensibile, lo guardava. Egli non studiava Dio; egli se ne abbagliava".  Dopo il furto commesso ai suoi danni dall'ex forzato Jean Valjean, il vescovo perdona il responsabile e mostra, anche con il disinteresse per i beni terreni, la propria magnanimità ed il proprio autentico spirito cristiano: "Jean Valjean, fratello, non appartenente più al male, ma al bene; io compro la vostra anima; la sottraggo ai pensieri neri e allo spirito di perdizione e la dono a Dio" (parte prima, libro secondo, cap. XII).

## Myriel del musical
Il vescovo Myriel è presente anche nell'omonimo musical di Claude-Michel Schönberg.

### Differenze tra il libro e il musical
- Nel musical viene tagliata tutta la storia del vescovo, dalle origini fino all'incontro con Valjean.
- Non viene più menzionato dopo la scena iniziale.
- Il nome “Myriel” non viene mai menzionato nel musical. Nel libretto si parla di lui solo come “il vescovo di Digne”[3].

### Canzoni nel musical
On Parole
Questa è la canzone in cui il vescovo appare in scena, e ospita Valjean, offrendogli del cibo e un letto su cui riposare fino al mattino.
Valjean Arrested, Valjean Forgiven
Questa è la canzone in cui i poliziotti, arrestato Valjean, lo portano dal vescovo. Questi ordina loro di rilasciare l'uomo, dicendo di aver regalato lui stesso all'ex prigioniero l'argenteria e non solo: rimprovera Valjean di non aver preso anche i candelabri, molto più preziosi. Quando i poliziotti se ne vanno, il vescovo dice al ladro di usare quel preziosissimo argento per redimersi e diventare un uomo onesto.

## Interpreti

### Nel musical
- Ken Caswell, Produzione originale londinese, 1985
- Norman Large, Produzione originale di Broadway, 1988
- Frank Moore, 1989 Original Canadian Cast
- Paul Monaghan, 10th Anniversary Concert
- James Chip Leonard, 2006 Broadway Revival
- Bertin St-Onge, 2008 produzione a Québec City
- Earl Carpenter, 25th Anniversary Concert

### Negli adattamenti cinematografici e televisivi
- George Moss, adattamento del 1917
- Paul Jorge, adattamento del 1925
- Henry Krauss, adattamento del 1934
- Cedric Hardwicke, adattamento del 1935
- Massimo Pianforini, adattamento del 1948
- Fernand Ledoux, adattamento del 1958
- Aldo Silvani, adattamento del 1968
- François Vibert, adattamento del 1972
- Ángel Garasa, adattamento del 1973
- Claude Dauphin, adattamento del 1978
- Louis Seigner, adattamento del 1982
- Peter Vaughan, adattamento del 1998
- Otto Sander, adattamento del 2000
- Colm Wilkinson, adattamento del 2012
- Derek Jacobi, adattamento del 2018